# Їжицьке
Ї́жицьке — село в Україні, у Чорноморській сільській громаді Миколаївського району Миколаївської області. Населення становить 6 осіб. Колишній орган місцевого самоврядування — Рівненська сільська рада.

## Історія
Станом на 1932 року Камбурліївка — в складі Очаківського району. Було центром Камбурліївської сільської ради.
В роки нацистсько-радянської війни у селі знаходилась румунська примарія.
1946 року Камбурліївка перейменована в село Їжицьке

## Населення

### Мова
Розподіл населення за рідною мовою за даними перепису 2001 року:
| Мова       | Кількість | Відсоток |
| ---------- | --------- | -------- |
| українська | 5         | 83.33%   |
| російська  | 1         | 16.67%   |
| Усього     | 6         | 100%     |